# Požehnaná událost
Požehnaná událost (turecky Vaka-i Hayriye) bylo nucené rozpuštění po celá staletí známého janičářského sboru sultánem Mahmutem II. dne 15. června 1826. Většina ze 135 000 janičářů se vzbouřila proti Mahmudovi II. a po potlačení povstání byla také většina z nich popravena, vyhoštěna nebo uvězněna. Rozpuštěný janičářský sbor byl nahrazen modernější vojenskou silou.

## Události
Největší překážku poevropštění říše představovaly sbory janičárů. Od 17. století, kdy prosluli jako „hroziví nepřátelé křesťanstva“, se janičáři změnili ve zdegenerovanou společenskou vrstvu. Sultán Mahmut II. využil naprostého vojenského debaklu janičárů při vojenských akcích namířených proti řeckému povstání a 28. května 1826 vydal dekret o zřízení nové armády po vzoru jednotek Nizam-i Cedid. Z každého janičárského praporu bylo 150 vybraných mužů zařazeno do nového sboru. Sultán si připravoval půdu tím, že se snažil zpřetrhat tradiční svazek janičárů s duchovními. Nový dekret byl posvěcen samotným velkým muftím. Zároveň 150 janičárských důstojníků veřejně podpořilo dekret připojením svých podpisů. Mahmut se snažil vyvarovat chyb svého předchůdce Selima III., který roku 1807 vyprovokoval janičáry k povstání, a poté zjistil, že nemá dostatek ozbrojených sil k udržení klidu. Proto ve svém paláci Topkapi tajně shromažďoval zbraně pro případ komplikací.
Čtrnáct dní doutnal mezi řadovými vojáky odpor k novému pokusu o zavedení pořádku a disciplíny. Rebelové však neměli schopného vojevůdce ani konkrétní plán. Mahmut II. dal nejprve uspořádat cvičnou přehlídku malého oddílu nového sboru za hradbami města. Poté nařídil, aby byl uklizen a vyčištěn tábor Et Meydan (Masné náměstí) pro slavnostní přehlídku přímo v srdci janičárské rezidence, jež se měla konat 12. června 1826. Janičáři hodlali této chvíle využít k povstání. Příslušníci nového sboru však pronikli na Et Meydan nenápadně ve starých uniformách, pak se rychle převlékli do nových uniforem a před zraky osmanských hodnostářů a duchovních přehlídku vykonali. Janičáři reagovali na tuto provokaci koncentrací sil a ozbrojováním.
O dva dny později vůdcové povstání nařídili janičárům obrátit kotle na vaření dnem vzhůru. Povstání začalo. Povstalcům se však od počátku nedařilo. Mahmut dlel v paláci Beşiktaş, když se dozvěděl o dlouho očekávané příležitosti zlikvidovat janičáry. Okamžitě se svým přepychovým člunem nechal převést k první bráně paláce Topkapi. Vzbouření janičáři se mezitím přesunuli na At Meydan (Koňské náměstí) do blízkosti mešity Aya Sofya a provolávali smrt sultánovi a duchovním, kteří vydali dekret o zřízení nových sborů. Všichni přední hodnostáři a duchovní se shromáždili v zahradách uvnitř hradeb sultánova paláce. Na příkaz Kara Ağy Hüseyina lodě dopravily do paláce celkem asi 14 000 profesionálních vojáků s koňmi a děly. Janičáři, jichž bylo asi 20 000, se tomu kupodivu nijak nesnažili zabránit. Poté se sultán obrátil na shromážděné muslimské duchovní, aby rozhodli o osudu povstalců. Ti odvětili: „Jestliže krutí a zlí muži zaútočí na tvé bratry, bojuj s nimi a pošli je zpět k jejich přirozenému soudci.“ Rozsudek smrti nad janičáry tak byl zpečetěn autoritami islámu. Sultán se poté odebral do klenotnice a vztyčil Prorokův prapor.
Následujícího dne, 15. června, byla při ranní modlitbě v mešitách čtena sultánova výzva všem pravověrným muslimům, aby se shromáždili kolem paláce. Tisíce lidí výzvu uposlechlo a spěchalo k paláci. Když janičáři viděli, že ztrácejí oporu lidových mas, začali se stahovat k Et Meydanu následováni novými sbory s dělostřelectvem. Vůdcové povstalců narychlo poslali své emisary k velkovezírovi s žádostí o milost. Mezitím se janičáři zabarikádovali ve svých kasárnách na Et Meydanu a zahájili palbu proti novým sborům. Vojáci odpověděli dělostřeleckou palbou, která zapálila dřevěná kasárna, a poté byly stovky janičárů rozstříleny dělostřeleckými kartáči. Další byli masakrováni spořádanými salvami postupujících profesionálních vojáků. Zajatí janičáři byli shromážděni na Et Meydanu, uškrceni nebo sťati a jejich těla naražena na kůly kolem stromu, na němž kdysi janičáři oběsili velkovezíra. Celkem bylo podle britského velvyslance Stratforda Canninga zabito asi 6 000 janičárů, někteří autoři udávali nepravděpodobné číslo 20 000. Likvidace janičárů vstoupila do osmanských dějin pod názvem Vak’ ai Hayriye (Požehnaná událost). 17. června 1826 dal Mahmut II. vyhlásit dlouhý dekret o zrušení janičárského sboru. Zvláštní instrukce byly zaslány tatarskými posly místodržícím provincií. Během několika dní byli provinční janičáři bez varování povražděni. Zároveň byl zakázán řád Bektášíja, který byl hlavní oporou janičářů.
Po likvidaci janičářů mohl sultán Mahmut II. bez překážek pokračovat v reformě armády. Zároveň se zrušením janičářského sboru byly zřízeny nové armádní sbory (ordu), které byly oficiálně pojmenovány Muallem Asakir-i Mansure-i Muhammadiye (Vycvičení vítězní vojáci Muhammada). Nejdůležitějším krokem, jímž si chtěl sultán zajistit politickou kontrolu ozbrojených sil, bylo zřízení hodnosti serasker, jenž se stal vrchním velitelem osmanské armády se sídlem v Cařihradu. Tím byla ukončena dosavadní roztříštěnost velitelských pravomocí a tradiční autonomie různých sborů osmanské armády. Do hodnosti serasker byl nejprve jmenován Kara Ağa Hüsein Paşa, v květnu 1827 ho vystřídal velkoadmirál Husrev Paşa. Zároveň se zrušením janičářských sborů byly zrušeny též zbytky feudální jízdy, sipáhijů. Byl vytvořen nový Imperiální jízdní sbor v Silistře na Dunaji a pravidelný jízdní pluk v Cařihradu.